# Loi du 2 juin 1941 remplaçant la loi du 3 octobre 1940 portant statut des Juifs
La Loi du 2 juin 1941 « remplaçant la loi du 3 octobre 1940 portant statut des Juifs », dite « second statut des Juifs », est un acte édicté par le régime de Vichy par lequel celui-ci précise la définition, à son sens légal, de l'expression « de race juive ».

## Objet et portée
Paru au Journal officiel le 14 juin 1941 durant le gouvernement Darlan, le second statut des Juifs rapporte l'appartenance à la « race juive » à la religion des grands-parents. Simultanément, dans la ligne d'une idéologie assimilationniste inventée par Charles Maurras et promue dans l'entre-deux-guerres par l'Action française, il multiplie les exceptions pour ceux qui se sont rendus utiles à la nation et les interdictions pour les autres.
Applicable dans l'ensemble de l'Empire français, de fait en France métropolitaine, en Zone nord comme en Zone sud, et en Algérie française, elle concerne environ cent cinquante mille Juifs français et autant de juifs étrangers.  Elle inaugure en France une politique de quotas en instaurant des numerus clausus qui seront fixés par décret.

## Contexte
Ce statut s'inscrit dans un ensemble de lois contre les Juifs et les étrangers prises entre 1938 et 1944. Une première définition de l'expression « de race juive », logiquement imparfaite, a été édictée sous le gouvernement Laval le 3 octobre 1940 par la loi portant statut des Juifs.
Les deux statuts successifs seront employés durant l'Occupation allemande, principalement à partir d'avril 1942 et la dotation de moyens au Commissariat général aux questions juives, à la mise en œuvre dans le cadre de la Révolution nationale d'une politique corporatiste et « raciale » antisémite. Ils ont par la suite servi de base juridique à la « collaboration » de la police française à la déportation des Juifs d'Europe, du Maghreb et du Levant.

## Texte de la loi
Loi du 2 juin 1941 remplaçant la loi du 3 octobre 1940 portant statut des Juifs.

« Nous, Maréchal de France, chef de l'État français, Le conseil des ministres entendu, décrétons : 
Article 1
Est regardé comme Juif
1. Celui ou celle, appartenant ou non à une confession quelconque, qui est issu d'au moins trois grands-parents de race juive, ou de deux seulement si son conjoint est lui-même issu de deux grands-parents de race juive. Est regardé comme étant de race juive le grand parent ayant appartenu à la religion juive ;
2. Celui ou celle qui appartient à la religion juive, ou y appartenait le 25 juin 1940, et qui est issu de deux grands-parents de race juive. La non appartenance à la religion juive est établie par la preuve de l'adhésion à l'une des autres confessions reconnues par l'État avant la loi du 9 décembre 1905. Le désaveu ou l'annulation de la reconnaissance d'un enfant considéré comme Juif sont sans effet au regard des dispositions qui précèdent.

Article 2
L'accès et l'exercice des fonctions publiques et mandats énumérés ci-après sont interdits aux Juifs :
1. Chef de l'État, membres du Gouvernement, du conseil d'État, du conseil de l'ordre national de la Légion d'honneur, de la cour de cassation, de la cour des comptes, du corps des mines, du corps des ponts et chaussées, de l'inspection générale des finances, du corps des ingénieurs de l'aéronautique, des cours d'appel, des tribunaux de première instance, des justices de paix, des tribunaux répressifs d'Algérie, de tous jurys, de toutes juridictions d'ordre professionnel et de toutes assemblées issues de l'élection, arbitres.
2. Ambassadeurs de France, secrétaires généraux des départements ministériels, directeurs généraux, directeurs des administrations centrales des ministères, agents relevant du département des affaires étrangères, préfets, sous-préfets, secrétaires généraux des préfectures, inspecteurs généraux des services administratifs au ministère de l'intérieur, fonctionnaires de tous grades attachés à tous services de police.
3. Résidents généraux, gouverneurs généraux, gouverneurs et secrétaires généraux de colonies, inspecteurs des colonies.
4. Membres des corps enseignants.
5. Officiers et sous-officiers des armées de terre, de mer et de l'air, membres des corps de contrôle de la guerre, de la marine et de l'air, membres des corps et cadres civils des départements de la guerre, de la marine et de l'air, créés par les lois du 25 août 1940, du 15 septembre 1940, du 28 août 1940, du 18 septembre 1940 et du 29 août 1940.
6. Administrateurs, directeurs, secrétaires généraux dans les entreprises bénéficiaires de concessions ou de subventions accordées par une collectivité publique, titulaires de postes à la nomination du Gouvernement dans les entreprises d'intérêt général.

Article 3
Les juifs ne peuvent occuper, dans les administrations publiques ou les entreprises bénéficiaires de concessions ou de subventions accordées par une collectivité publique, des fonctions ou des emplois autres que ceux énumérés à l'article 2, que s'ils remplissent l'une des conditions suivantes :
- a- Être titulaire de la carte du combattant, instituée par l'article 101 de la loi du 19 décembre 1926 ;
- b- Avoir fait l'objet, au cours de la campagne 1939-1940, d'une citation donnant droit au port de la Croix de guerre instituée par le décret du 28 mars 1941 ;
- c- Être décoré de la Légion d'honneur ou de la médaille militaire pour faits de guerre ;
- d- Être pupille de la nation ou ascendant, veuve ou orphelin de militaire mort pour la France.

Article 4
Les juifs ne peuvent exercer une profession libérale, une profession commerciale, industrielle ou artisanale, ou une profession libre, être titulaires d'une charge d'officier public ou ministériel, ou être investis de fonctions dévolues à des auxiliaires de justice, que dans les limites et les conditions qui seront fixées par décrets en conseil d'État.
Article 5
Sont interdites aux juifs les professions ci-après :
- Banquier, changeur, démarcheur ;
- Intermédiaire dans les bourses de valeurs ou dans les bourses de commerce ;
- Agent de publicité ;
- Agent immobilier ou de prêts de capitaux ;
- Négociant de fonds de commerce, marchand de biens ;
- Courtier, commissionnaire ;
- Exploitant de forêts ;
- Concessionnaire de jeux ;
- Éditeur, directeur, gérant, administrateur, rédacteur, même au titre de correspondant local, de journaux ou d'écrits périodiques, à l'exception des publications de caractère strictement scientifique ou confessionnel ;
- Exploitant, directeur, administrateur, gérant d'entreprises ayant pour objet la fabrication, l'impression, la distribution ou la présentation de films cinématographiques, metteur en scène, directeur de prises de vues, compositeur de scénarios ;
- Exploitant, directeur, administrateur, gérant de salles de théâtre ou de cinématographie ;
- Entrepreneur de spectacles ;
- Exploitant, directeur, administrateur, gérant de toutes entreprises se rapportant à la radiodiffusion.

Des règlements d'administration publique fixeront pour chaque catégorie les conditions d'application du présent article. 
Article 6
En aucun cas, les juifs ne peuvent faire partie des organismes chargés de représenter les professions visées aux articles 4 et 5 de la présente loi ou d'en assurer la discipline.
Article 7
Les fonctionnaires juifs visés aux articles 2 et 3 sont admis à faire valoir les droits définis ci-après :
1. Les fonctionnaires soumis au régime de la loi du 14 avril 1924 recevront une pension d'ancienneté avec jouissance immédiate s'ils réunissent le nombre d'années de service exigé pour l'ouverture du droit à cette pension. 
Si, sans remplir cette condition, ils ont accompli au moins quinze années de services effectifs, ils bénéficieront avec jouissance immédiate d'une pension calculée à raison, soit d'un trentième du minimum de la pension d'ancienneté pour chaque année de services de la catégorie A, soit d'un vingt-cinquième pour chaque année de services de la catégorie B ou de services militaires. Le montant de cette pension ne pourra excéder le minimum de la pension d'ancienneté augmenté, le cas échéant, de la rémunération des bonifications pour services hors d'Europe et des bénéfices de campagne ;
2. Les fonctionnaires soumis au régime de la caisse nationale des retraites pour la vieillesse obtiendront, s'ils comptent au moins quinze ans de services effectifs, la jouissance immédiate d'une allocation annuelle égale au montant de la rente vieillesse qui leur serait acquise à l'époque de la cessation de leurs fonctions si leurs versements réglementaires avaient été effectués dès l'origine à capital aliéné. Cette allocation cessera de leur être attribuée à compter de la date d'entrée en jouissance de leur rente sur la caisse nationale des retraites ;
3. Les fonctionnaires des départements, communes ou établissements publics qui possèdent une caisse spéciale de retraites bénéficieront, avec jouissance immédiate, de la pension d'ancienneté ou de la pension proportionnelle fixée par leur règlement de retraites, s'ils remplissent les conditions de durée de services exigées pour l'ouverture du droit à l'une de ces pensions ;
4. Les agents soumis au régime de la loi sur les assurances sociales et comptant au moins quinze années de services effectifs recevront, de la collectivité ou établissement dont ils dépendent, une allocation annuelle égale à la fraction de la rente vieillesse constituée par le versement de la double contribution durant toute la période où ils sont restés en service. Cette allocation cessera de leur être attribuée à compter de la date d'entrée en jouissance de ladite rente ;
5. Les fonctionnaires tributaires de la caisse inter - coloniale de retraites ou des caisses locales, et comptant au moins quinze années de services effectifs, bénéficieront d'une pension dans les conditions qui seront déterminées par un règlement d'administration publique ;
6. Les fonctionnaires et agents ne remplissant pas les conditions requises pour pouvoir bénéficier des pensions et allocations ci-dessus recevront leur traitement pendant une durée qui sera fixée par un règlement d'administration publique ;
7. La situation des ouvriers des établissements militaires et industriels de l'État sera réglée par une loi spéciale.

Les fonctionnaires ou agents juifs visés par les articles 2 et 3 de la loi du 3 octobre 1940 sont considérés comme ayant cessé leurs fonctions à la date du 20 décembre 1940. 
Les fonctionnaires ou agents qui sont atteints par les nouvelles interdictions édictées par la présente loi cesseront leurs fonctions dans le délai de deux mois après la publication de celle-ci. 
L'application des dispositions de la présente loi aux prisonniers de guerre est différée jusqu'à leur retour de captivité. 
Les fonctionnaires ou agents juifs visés aux articles 2 et 3 et actuellement prisonniers de guerre cesseront d'exercer leurs fonctions deux mois après leur retour de captivité. 
Les dispositions de la présente loi ne seront applicables aux ascendants, conjoint ou descendants d'un prisonnier de guerre que dans un délai de deux mois après la libération de ce prisonnier. 
En ce qui concerne les personnels en service outre-mer, un décret rendu sur la proposition des secrétaires d'État intéressés déterminera les conditions de la cessation de leurs fonctions. 
Article 8
Peuvent être relevés des interdictions prévues par la présente loi, les juifs :
1. Qui ont rendu à l'État français des services exceptionnels ;
2. Dont la famille est établie en France depuis au moins cinq générations et a rendu à l'État français des services exceptionnels.

Pour les interdictions prévues par l'article 2, la décision est prise par décret individuel pris en conseil d'État sur rapport du commissaire général aux questions juives et contresigné par le secrétaire d'État intéressé. 
Pour les autres interdictions, la décision est prise par arrêté du commissaire général aux questions juives. 
Le décret ou l'arrêté doivent être dûment motivés. 
Les dérogations accordées en vertu des dispositions qui précèdent n'ont qu'un caractère personnel et ne créeront aucun droit en faveur des ascendants, descendants, conjoint et collatéraux des bénéficiaires. 
Article 9
Sans préjudice du droit pour le préfet de prononcer l'internement dans un camp spécial, même si l'intéressé est Français, est puni :
1. D'un emprisonnement de six mois à deux ans et d'une amende de 500 F à 10000 F, ou de l'une de ces deux peines seulement, tout juif qui s'est livré ou a tenté de se livrer à une activité qui lui est interdite par application des articles 4, 5 et 6 de la présente loi :
2. D'un emprisonnement de un an à cinq ans et d'une amende de 1 000 F à 20 000 F, ou de l'une de ces deux peines seulement, tout juif qui se sera soustrait ou aura tenté de se soustraire aux interdictions édictées par la présente loi, au moyen de déclarations mensongères ou de manœuvres frauduleuses.

Le tribunal peut, en outre, ordonner la fermeture de l'établissement. 
Article 10
Les fonctionnaires ayant cessé leurs fonctions par application de la loi du 3 octobre 1940 et qui peuvent se prévaloir des dispositions de la présente loi, sont admis à solliciter leur réintégration dans des conditions qui seront fixées par décret en conseil d'État.
Article 11
La présente loi est applicable à l'Algérie, aux colonies, pays de protectorat, en Syrie et au Liban.
Article 12
La loi du 3 octobre 1940, modifiée par les lois du 3 avril et du 11 avril 1941, est abrogée ; les règlements et les décrets pris pour son application sont maintenus en vigueur jusqu'à ce qu'ils soient modifiés s'il y a lieu par des règlements et des décrets nouveaux.
Article 13
Le présent décret sera publié au Journal officiel et exécuté comme loi de l'État.
Fait à Vichy, le 2 juin 1941.
Philippe Pétain.
Par le Maréchal de France, chef de l'État français :
- L'amiral de la flotte, vice-président du conseil, ministre secrétaire d'État aux affaires étrangères, à l'intérieur et à la marine, Amiral Darlan.
- Le garde des sceaux, ministre secrétaire d'État à la justice, Joseph Barthélemy.
- Le ministre secrétaire d'État à l'économie nationale et aux finances, Yves Bouthillier.
- Le général d'armée, ministre secrétaire d'État à la guerre, Général Huntziger.
- Le ministre secrétaire d'État à l'agriculture, Pierre Caziot »

.

### Source
- Journal officiel, p. 2475, 14 juin 1941.